# Miquel Pujol Ferragut
Miquel Pujol Ferragut o Miquel del Forn (Palma, 1948 - 18 de febrer de 2014) va ser un forner especialitzat en fer més de trenta varietats d'ensaïmades, així com coques, cremadillos i panades, al Forn de sa Pelleteria del barri de la Calatrava de Palma.

## Biografia
Als 16 anys va començar a treballar de forner com aprenent del seu pare Joan Pujol i també d'Antoni Amengual, esdevingué propietari del forn el 1963 i es va jubilar el 30 de juny de 2012. amb una festa amb molts dels seus amics, entre els quals hi havia Maria del Mar Bonet Va participar en diverses fires gastronòmiques on no tenia problema en explicar els seus secrets. Va col·laborar amb diverses ONG i va participar en anuncis i pel·lícules d'Agustí Villaronga i Rafa Cortés.
El Forn de sa Pelleteria va obrir el 1565 amb el nom de Forn d'en Reixac. Miquel Ferragut, avi de Miquel Pujol, va comprar el forn el 1914, en tornar de l'Argentina. El forn va tancar el 2012, quan Miquel Pujol es va jubilar, ja que cap dels seus tres fills va voler seguir el negoci. El 2003 va rebre el Cobert de plata atorgat pel diari Última Hora, 2009 va ser president del Consell Regulador de l'Ensaïmada i el 2013 va rebre el premi Ramon Llull.

## La vida dolça
El 2014 es va gravar el documental La vida dolça sobre la seva vida. És un migmetratge documental del 2012 dirigit per Marta Alonso que fa un retrat íntim de Miquel Pujol Ferragut, un forner artesà conegut a Mallorca per les seves cremadilles i ensaïmades.
Va ser el primer documental finançat per micromecenatge a les Illes Balears amb el pressupost més alt, amb prop de 8.000 euros a través de la plataforma Verkami, l'any 2012. Gràcies a la campanya de comunicació a través de xarxes socials i al ressò en els mitjans de comunicació, va aconseguir amb l'objectiu econòmic gràcies al suport de més de 200 mecenes i a la col·laboració d'entitats i empreses.
L'estrena del documental es va estrenar el passat 29 de setembre del 2012 al Teatre Xesc Forteza de Palma Està dirigida i guionitzada per la periodista Marta Alonso amb el muntatge de Jaume Carrió, la realització de Marco Mateus, música original per Miquel Àngel Aguiló, els operadors de càmera, Xisco Vidal i Jaume Cabanelles, al so, Marc Farré i a la comunicació Rosa Campomar. El documental s'ha emès a la televisió pública de les Illes Balears, IB3 Televisió i al programa "El documental" del Canal 33